# João da Motta e Silva
João da Motta e Silva, né le 14 août 1685 à Castelo Branco au Portugal, et mort le 4 octobre 1747 à Lisbonne, est un cardinal portugais du XVIIIe siècle.

## Biographie
Motta est chanoine à Lisbonne et conseiller du roi Jean V de Portugal. Le pape Benoît XIII le crée cardinal lors du consistoire du 26 novembre 1727. Il est nommé administrateur apostolique de l'archidiocèse de Braga, mais n'obtient pas la confirmation du pape. Motta est premier secrétaire d'État (Premier ministre) de 1736 jusqu'à sa mort.
Le cardinal Motta ne participe pas au conclave de 1730 lors duquel Clément XII est élu ni à celui de 1740 (élection de Benoît XIV).

### Sources
- Fiche sur le site fiu.edu